# Lerdala kyrka

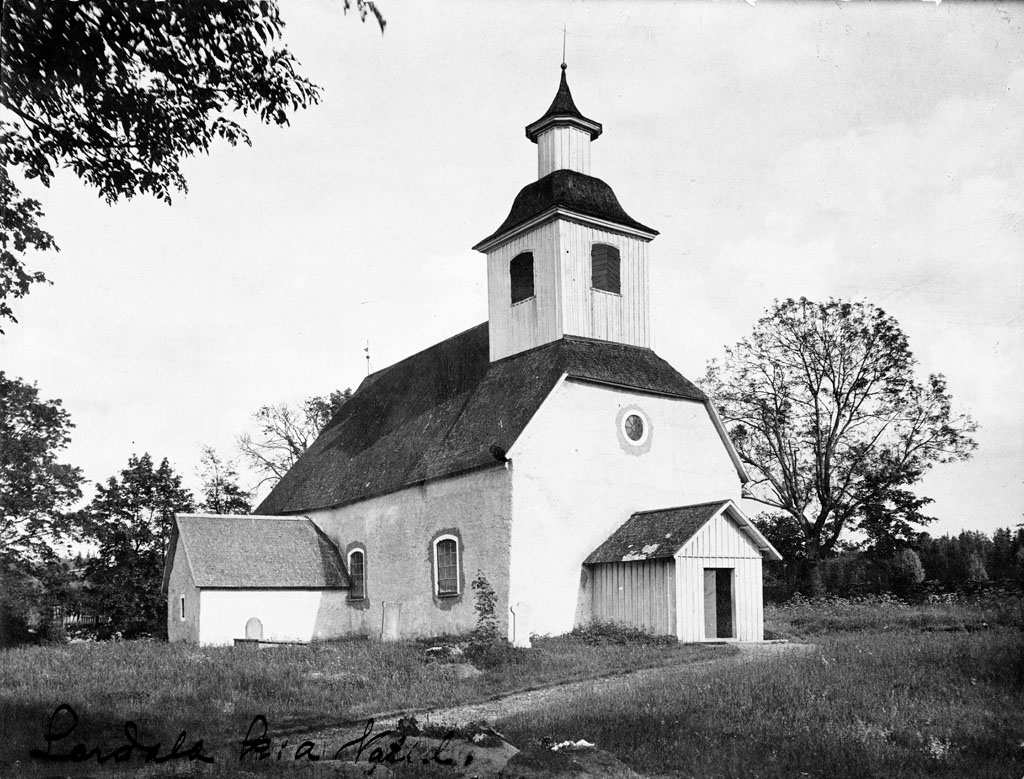
Lerdala kyrka, 1902.

Lerdala kyrka är en kyrkobyggnad som sedan 2002 tillhör Bergs församling (tidigare Lerdala församling) i Skara stift.  Den ligger i Lerdala kyrby i Skövde kommun.

## Kyrkobyggnaden
Den ursprungliga kyrkan i Lerdala verkar enligt Johan Peringskiölds teckning vara en mindre romansk kyrkobyggnad från 1200-talet bestående av långhus, kor och absid i öster. Ett vapenhus har troligen något senare tillbyggts vid södra sidan, liksom en sakristia på norra sidan i anslutning till koret. Kyrkan saknar torn. Sydväst om kyrkan var enligt Perningskiöld en fristående klockstapel belägen. Denna var inklädd med bräder och försedd med en hög spira. Under 1700-talet gjorde omfattande förändringar av kyrkobyggnaden. 1751 skedde en tillbyggnad av koret som blev åttkantigt och något bredare än långhuset. 1768 påbyggdes tornet över långhusets västra sida. Det försågs med en hjälmformad huv samt en mindre flersidig lanternin med en spira krönt av ett kors. Från klockstapeln som tjänat ut flyttades till tornet kyrkans båda klockor - Lillklockan troligen från 1200-talet och storklockan gjuten 1782 av N Billsten, Skara.

## Inventarier
- Altaruppsats i barock tillkom 1718 utförd av Bengt Vendelin.
- Altarring, cirkelformad med ådringar i speglarna.
- Dopfunt anses huggen under medeltiden.
- Predikstol i barock tillverkad 1698 av Bengt Jönsson Litten.
- Öppen bänkinredning
- Läktare med bröstet försett med speglar.
- Orgel.